# Uromyces verruculosus
Uromyces verruculosus är en svampart som beskrevs av Berk. & Broome 1871. Uromyces verruculosus ingår i släktet Uromyces och familjen Pucciniaceae.   Inga underarter finns listade i Catalogue of Life.